# Gustav Wedell-Wedellsborg (landmand)
 Der er flere personer med dette navn, se Gustav Wedell-Wedellsborg.
Gustav Joachim baron Wedell-Wedellsborg (6. september 1829 i Odense – 6. juli 1903 i et tog mellem Holte og København) var en dansk landmand, bror til Vilhelm Wedell-Wedellsborg og far til Ludvig Wedell-Wedellsborg og Joachim Wedell-Neergaard.
Han var søn af generalløjtnant Joachim Wedell-Wedellsborg, slog ind på den militære løbebane og avancerede til premierløjtnant ved dragonerne, men trådte 1864 à la suite og tog sin afsked 1865 og overtog forpagtningen af Overdrevsgården i Sorø Amt, der hørte under Svenstrup, som var ejet af hans svigerfar. 1887 blev han karakteriseret ritmester.
Efter at have deltaget i krigen 1864 ofrede han sig med levende interesse og stor dygtighed for landbruget. Hurtig blev han draget ind i offentlig virksomhed, han blev formand for sognerådet og amtsrådsmedlem, næstformand og senere (1883) formand for Sorø Amts landøkonomiske Selskab og medlem af Landhusholdningsselskabets bestyrelsesråd 1880-1901. Da de sjællandske Landboforeninger 1880 dannede fællesforeningen «De samvirkende Landboforeninger i Sjællands Stift», valgtes Wedell-Wedellsborg til formand og virkede som sådan til 1889. Hans formandsperiode faldt i en, indad til og udad til, såre vanskelig tid, men han var stillingen voksen, og fællesforeningen indlagde sig under hans ledelse fortjeneste ikke blot af det sjællandske, men af det danske landbrug; det var således den, der først rejste kravet om nødvendige bestemmelser angående margarinens produktion og forhandling og bragte spørgsmålet om Esbjergtrafikken ind under landøkonomisk synsvinkel. Selve hans Ledelse af foreningens daglige arbejde og dens årlige delegeretmøder var i hine de politiske brydningers dage fortrinlig, og han vandt en popularitet som ingen anden sjællandsk landmand.
Han udnævntes 1882 til kammerherre, 1880 til Ridder af Dannebrog og 1888 til Dannebrogsmand.
Wedell-Wedellsborg ægtede 1. gang (12. maj 1859) Louise Elise Henriette Bruun de Neergaard (1837-1864), datter af godsejer Joachim Bruun de Neergaard, 2. gang (4. juni 1868) Thalia Scheel (1840-1896), datter af legationsråd Henrik Scheel. En pludselig død bortrev ham på en togrejse 6. juli 1903.
Han er begravet i Borup på Sjælland. Der findes et portrætmaleri af Otto Bache. Fotografier af F.F. Petersen og Hansen & Weller.